# Dehtáry (Jenštejn)
Dehtáry jsou malá vesnice, část obce Jenštejn, která leží v okresu Praha-východ ve Středočeském kraji. Samostatnou obcí byly v letech 1849–1960.

## Historie
První písemná zmínka o zdejší uhlířské osadě pochází z roku 1368, kdy byl hrad Jenštejn prodán Pavlu z Vlašimi. Její další existenci pak potvrzuje mapa brandýského panství z roku 1447.
V roce 1599 prodala dcera Jana Cingulína z Opočna Dehtáry Václavu Hylsovi z Goldperka, který zde následujícího roku začal budovat panský dvůr. Dalším majitelem byl brandýský hejtman Jan Ledecký z Gránova, který však byl po bitvě na Bílé hoře nucen uprchnout do ciziny. Majetek mu byl zkonfiskován a následně darován jezuitům ze Starého města Pražského.
Obec dosáhla nejvyššího počtu obyvatel v roce 1880, kdy zde žilo 169 lidí.